# Belleville-en-Caux
Belleville-en-Caux település Franciaországban, Seine-Maritime megyében. Lakosainak száma 746 fő (2022. január 1.). Belleville-en-Caux Val-de-Saâne, Calleville-les-Deux-Églises és Saint-Vaast-du-Val községekkel határos.

## Népesség
A település népességének változása:
| Lakosok száma | 672  | 676  | 704  | 711  | 728  | 738  | 742  | 755  | 746  |
|               | 2013 | 2015 | 2016 | 2017 | 2018 | 2019 | 2020 | 2021 | 2022 |